# Tapinesthis
Tapinesthis is een monotypisch geslacht van spinnen uit de  familie van de Oonopidae (dwergcelspinnen).

## Soort
- Tapinesthis inermis Simon, 1882